# Live and Loud (Nirvana)
Live and Loud — видео-альбом американской гранж-группы Nirvana, изданный 23 сентября 2013 года как часть Юбилейного переиздания альбома In Utero.
«Live and Loud» включает полную версию концерта группы на Pier 48 в Сиэтле, который был записан для одноимённой передачи телеканала MTV. Также DVD содержит бонус-видео, записанные из других выступлений, состоявшихся в ходе турне в поддержку альбома In Utero.
Прежде концерт никогда не издавался в полном объёме, хотя короткая версия ранее была показана по MTV, а аудиоверсия песни «Scentless Apprentice» появилась на концертном сборнике From the Muddy Banks of the Wishkah в 1996 году.
Концерт был издан как на отдельном DVD, так и в рамках ограниченного делюкс-издания альбома In Utero; в него также вошли сам альбом и аудиоверсия концерта.

## Список композиций
Live & Loud: Live на Pier 48, Сиэтл — 12/13/93
Все песни написаны Куртом Кобейном, за исключением отмеченных..
1. «Radio Friendly Unit Shifter»
2. «Drain You»
3. «Breed»
4. «Serve the Servants»
5. «Rape Me»
6. «Sliver»
7. «Pennyroyal Tea»
8. «Scentless Apprentice» (Кобейн, Грол, Новоселич)
9. «All Apologies»
10. «Heart-Shaped Box»
11. «Blew»
12. «The Man Who Sold the World» (Дэвид Боуи)
13. «School»
14. «Come as You Are»
15. «Lithium»
16. «About a Girl»
17. «Endless, Nameless» (Кобейн, Грол, Новоселич)

Бонус-треки
1. «Very Ape» (Live & Loud репетиции — 12/13/93)
2. «Radio Friendly Unit Shifter» (Live & Loud репетиции — 12/13/93)
3. «Rape Me» (Live & Loud репетиции — 12/13/93)
4. «Pennyroyal Tea» (Live & Loud репетиции — 12/13/93)
5. «Heart-Shaped Box» (оригинальная версия и режиссёрская версия)
6. «Rape Me» (выступление в Nulle Part Ailleurs — Париж, Франция — 02/04/94)
7. «Pennyroyal Tea» (выступление в Nulle Part Ailleurs — Париж, Франция — 02/04/94)
8. «Drain You» (выступление в Nulle Part Ailleurs — Париж, Франция — 02/04/94)
9. «Serve the Servants» (выступление в Tunnel — Рим, Италия — 02/23/94)
10. «Radio Friendly Unit Shifter» (выступление в Terminal 1, Мюнхен, Германия — 03/01/94)
11. «My Best Friend’s Girl» (Рик Окэсик) (выступление в Мюнхене, Германия — 03/01/94)
12. «Drain You» (выступление в Мюнхене, Германия — 03/01/94)

## Участники записи
- Крист Новоселич — бас
- Курт Кобейн — гитара, вокал
- Дэйв Грол — ударные, бэк-вокал
- Пэт Смир — ритмичная гитара, бэк-вокал
- Лори Голдстон — виолончель

## Хит-парады
| Хит-парад (2013)                               | Высшая позиция |
| ---------------------------------------------- | -------------- |
| Australian DVD Chart (ARIA)                    | 2              |
| Belgium DVD Chart (Ultratop)                   | 9              |
| UK Music Video Chart (Official Charts Company) | 7              |